# Ectemnonotum cyaneiventris
Ectemnonotum cyaneiventris är en insektsart som först beskrevs av Walker 1851.  Ectemnonotum cyaneiventris ingår i släktet Ectemnonotum och familjen spottstritar. Inga underarter finns listade i Catalogue of Life.